# 트랜스태즈먼 여행 합의
트랜스태즈먼 여행 합의(영어: Trans-Tasman Travel Arrangement, TTTA)는 오스트레일리아와 뉴질랜드 간의 협정으로, 양국 시민들이 자유롭게 상대 국가로 이동할 수 있도록 허용한다. 이 협정은 1973년에 발효되었으며, 각 나라의 시민들이 상대 국가에 무기한 거주하고 일할 수 있도록 허용하되 일부 제한이 있다. 협정의 다른 세부 사항은 시간이 지나면서 변경되었다. 1981년 7월 1일부터는 뉴질랜드 시민을 포함한 모든 사람이 오스트레일리아에 입국할 때 여권을 소지해야 했다. 1994년 9월 1일부터는 오스트레일리아가 보편적 비자 요건을 도입했으며, 뉴질랜드인들의 지속적인 자유 이동을 위해 뉴질랜드인들을 위한 특별 범주 비자(Special Category Visa)가 도입되었다. 뉴질랜드의 협정은 오스트레일리아 영주권자나 영주권 복귀 비자 소지자에게도 적용된다. 이 법은 1983년 체결된 경제 관계 강화 협정과 함께 오스트레일리아와 뉴질랜드 양국의 교류를 확산하게 한 계기라고 평가되고 있다.

## 역사
이 협정은 1973년 2월 4일에 발표되었으며 곧 발효되었다. 이 협정은 오스트레일리아와 뉴질랜드 간의 법적 구속력이 있는 양자 조약 형태로 표현된 것이 아니라, 각국이 적용하는 일련의 이민 절차이며, 공동 정치적 지원을 바탕으로 하고 있다. 협정의 정확한 내용은 때때로 변경되었지만, 여전히 오스트레일리아 또는 뉴질란드 시민이 상대 국가에 무기한 거주하며 대부분의 고용에 종사할 수 있도록 허용한다. 오스트레일리아 시민이 아닌 뉴질랜드 시민은 국가 안보와 관련된 분야나 오스트레일리아 공공 서비스에서 일할 수 없다. 이 협정은 뉴질랜드-오스트레일리아 자유 무역 협정(1966), 경제 관계 강화 협정(1983), 트랜스태즈먼 상호인정 협정(1998), 다양한 사회 보장 협정(1994, 1995, 1998, 2002), 오스트레일리아 및 뉴질랜드 직업 표준 분류(2006), 스마트게이트(2007), 트랜스태즈먼 특허 대리인 체제(2013)와 같은 다른 협정 및 조약과 연결되고 그 기반을 두고 있다.